# Райський сад Єви
«Райський сад Єви» («Ievas paradīzes dārzs») — радянський художній фільм 1990 року, знятий режисером Арвідсом Крієвсом на Ризькій кіностудії.

## Сюжет
За романом Арвідіса Григуліса «Люди із саду». Латвія, 1939 рік. У розкішному саду, що належить вдівцю доктору Бурсу, розігрується романтична любовна історія між фокусником Томом та флейтисткою Євою, в яку таємно закоханий господар саду.

## У ролях
- Діта Кренберга — Єва
- Валентинас Мацулевічюс — головна роль
- Алвіс Германіс — Томас
- Саулюс Баландіс — Діоген
- Карліс Тейхманіс — роль другого плану
- Інга Шталхута — роль другого плану
- Арвідс Озоліньш — роль другого плану
- Елла Беделе — роль другого плану
- Самуїл Хейфіц — роль другого плану
- Ріхард Рудакс — роль другого плану
- Валентинс Скулме — роль другого плану
- Індра Бурковська — роль другого плану
- Нормундс Клавіньш — роль другого плану
- Тамара Соболєва — роль другого плану
- Айгарс Цеплітіс — роль другого плану
- Нільс Лауфманіс — роль другого плану
- Каспарс Баламовскіс — роль другого плану
- Віліс Кімеліс — роль другого плану
- Леонардас Стродс — роль другого плану

## Знімальна група
- Режисер — Арвідс Крієвс
- Сценаристи — Арвідс Крієвс, Давіс Сіманіс
- Оператори — Давіс Сіманіс, Самуїл Хейфіц
- Композитор — Мартіньш Браунс
- Художник — Василь Масс